# Koninklijke Marechaussee

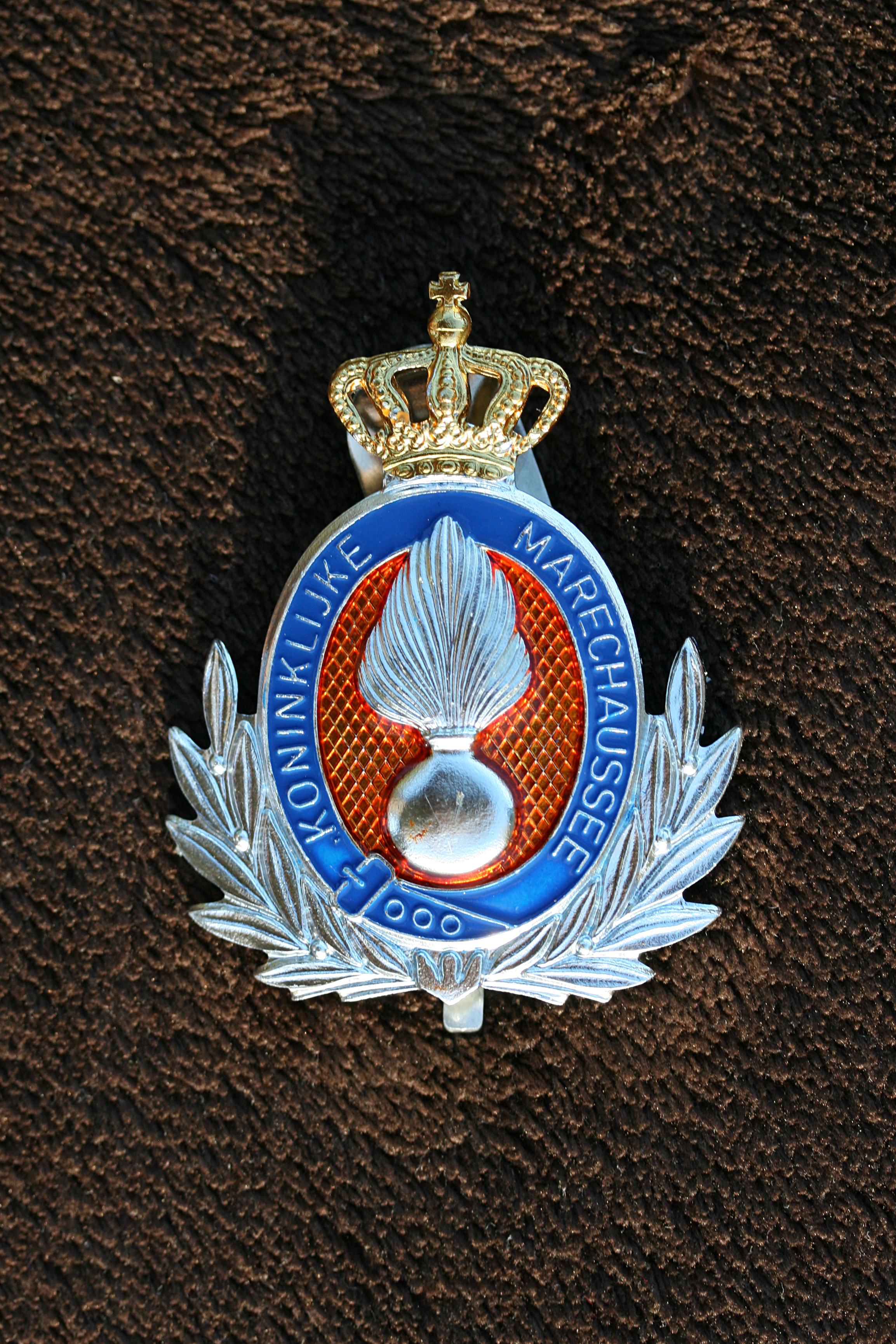
Metallisches Barettabzeichen der Koninklijke Marechaussee

Die Koninklijke Marechaussee (ausgesprochen [ˈkonɪŋkləkə ˌmarəʃoˈse]) ist als niederländische Gendarmerie mit weitreichenden Aufgaben betraut. Seit 1998 ist sie selbständige Teilstreitkraft neben Heer, Marine und Luftwaffe.

## Aufgaben
Die Marechaussee untersteht dem Verteidigungsministerium und hat Kombattantenstatus, erfüllt aber vor allem zivile Aufgaben wie die Überwachung der Staatsgrenze und seit der Aufhebung der Reichspolizei auch den Polizeidienst auf den großen Flughäfen wie Schiphol. Auch gehört die Absicherung bei Staatsbesuchen und anderen zeremoniellen Ereignissen sowie der Personenschutz für Mitglieder des Königshauses und der Regierung zu ihren Aufgaben. Die Marechaussee zählt 2020 ungefähr 6500 Soldaten, 300 Reservisten und 750 Zivilbeschäftigte.

## Geschichte
Gegründet wurde die Marechaussee mit Erlass vom 26. Oktober 1814 von König Wilhelm I. Obwohl sie nach dem Vorbild der französischen Gendarmerie nationale militärisch organisiert wurde, verzichtete der König auf die Bezeichnung als Gendarmerie. Das hatte seinen Grund in den nach der französischen Besatzungszeit unter Napoléon Bonaparte ausgeprägten anti-französischen Ressentiments. Allerdings hat auch das Wort marechaussee französische Wurzeln: Die maréchaussée (von maréchal, der Bezeichnung für berittene Sicherheitskräfte) war im vorrevolutionären Frankreich (Ancien Régime) ein Vorläufer der Gendarmerie.
Seit 1998 ist die Königliche Marechaussee (als Grenzschutz und Militärpolizei) eine selbständige Einheit der Niederländischen Streitkräfte.

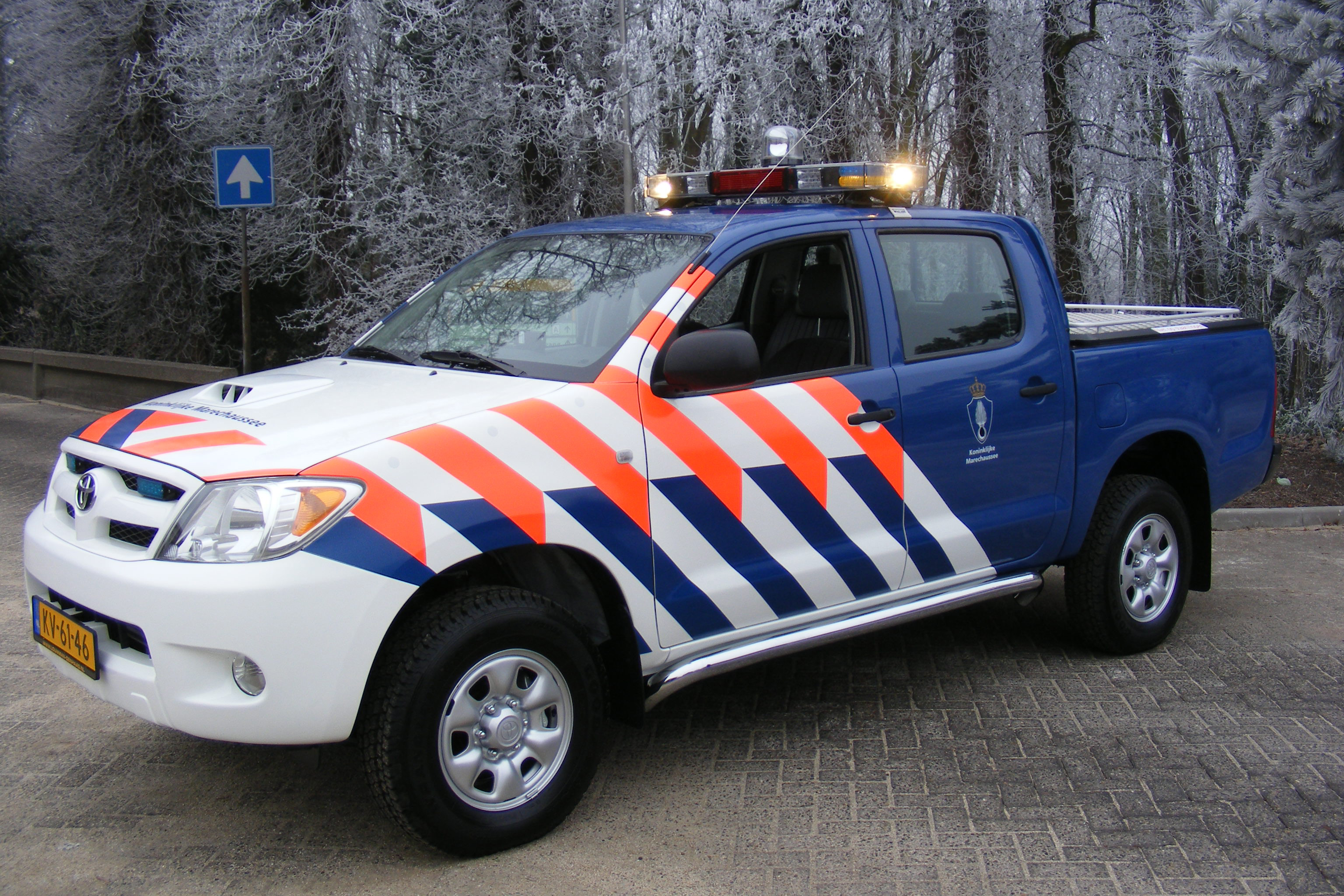
Ein Toyota Hilux der Koninklijke Marechaussee
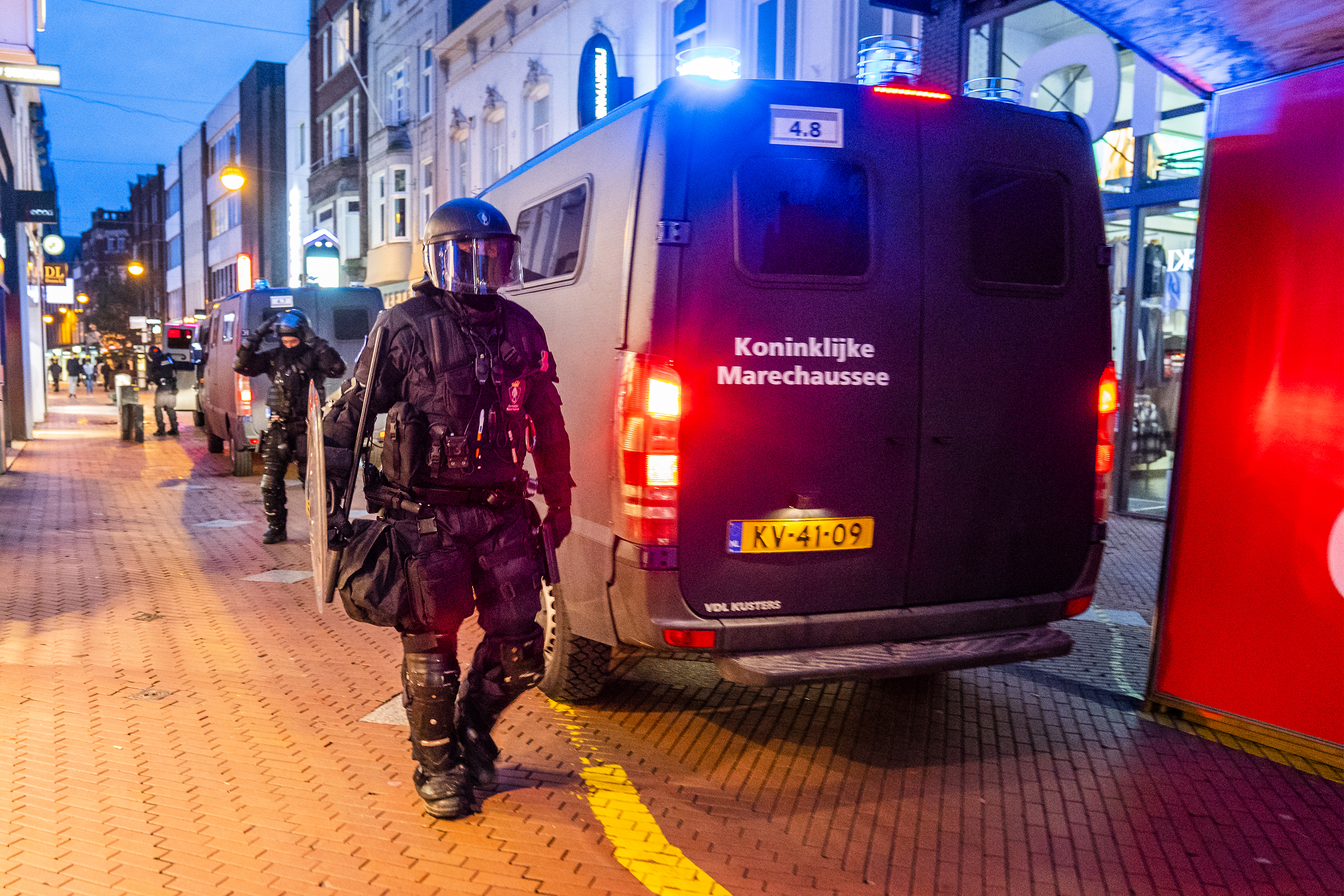
Bereitschaftseinheit der Koninklijke Marechaussee
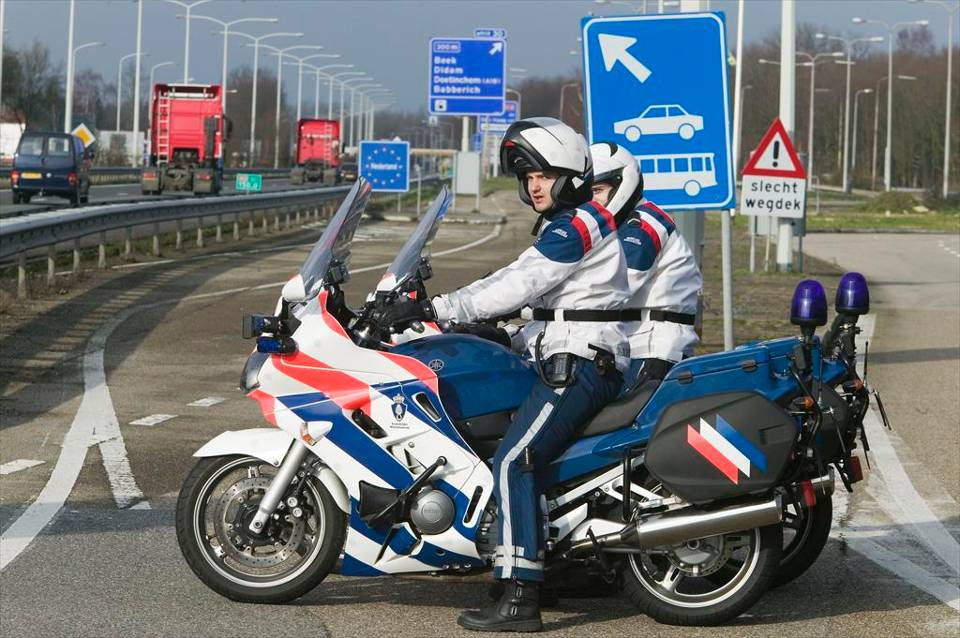
Grenzüberwachung durch die Koninklijke Marechaussee

## Andere Polizeiorganisationen
Die andere landesweite Polizei in den Niederlanden hieß bis Anfang 2013 Korps Landelijke Politiediensten. Da das KLPD aus der ehemaligen Niederländischen Reichspolizei entstanden ist und die Reichspolizei aus der Marechaussee, hatten sie einen gemeinschaftlichen Ursprung. Seit 2013 ist das Korps Landelijke Politiediensten Teil des Korps Nationale Politie.

## Deutsch-niederländische Zusammenarbeit
Im deutsch-niederländischen Grenzgebiet beteiligt sich die Koninklijke Marechaussee an einem Grenzüberschreitenden Polizeiteam (GPT), gemeinsam mit der Regionaleinheit der Nationale Politie, der deutschen Bundespolizei, der niedersächsischen und nordrhein-westfälischen Landespolizei. Standort des GPT ist Bad Bentheim.

## Museum
In Buren (Gelderland) steht ein kleines, der Marechaussee und ihrer Geschichte gewidmetes Museum.